# Antonín Sehnal
Antonín Sehnal (9. února 1861 Soběchleby – 24. dubna 1937 Rapotín) byl moravský římskokatolický duchovní, arcibiskupský rada, kanovník, asesor konzistoře, spisovatel a přispěvatel a vydavatel vlastivědného periodika Záhorská kronika.

## Život
Narodil se v Soběchlebích, obci patřící do Moravského Záhoří. Jeho otec byl Antonín Sehnal a matka Anna roz. Jančíková. Pocházel ze selské rodiny.

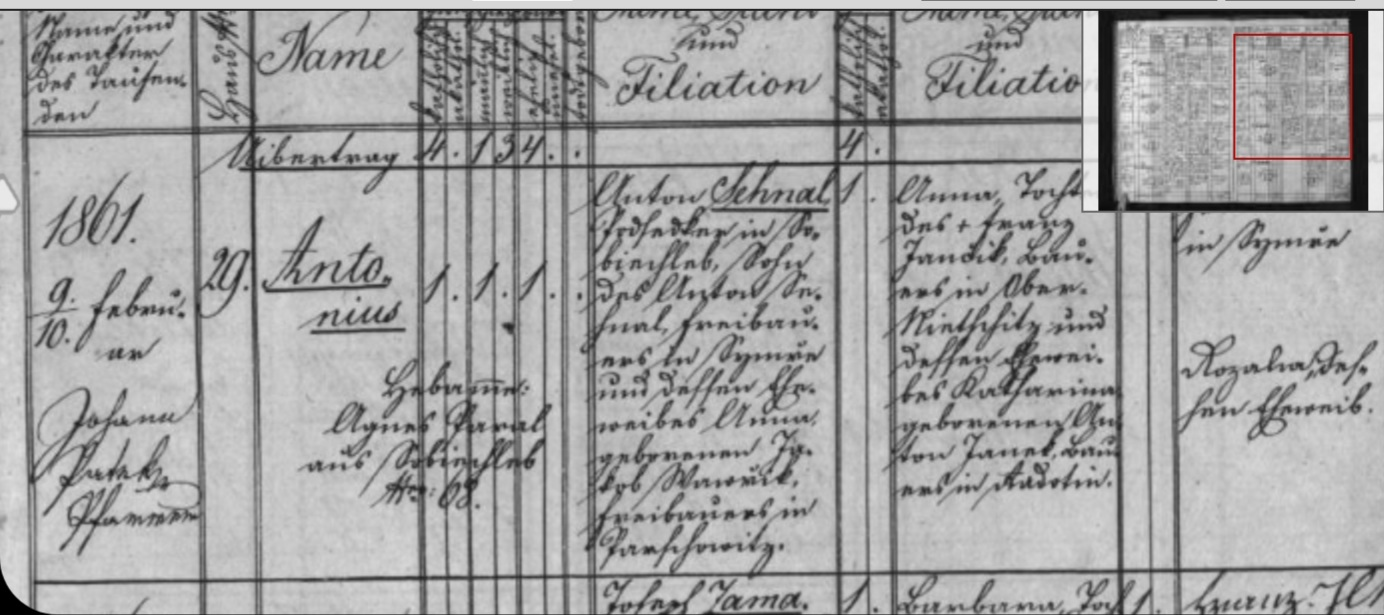
Matriční záznam o narození a křtu

Když mu bylo třicet let, začala se vycházet Záhorská kronika, kterou vydával msgr. František Přikryl. Vlastivědné periodikum se vydávalo párkrát do roka. František Přikryl byl již literárně i finančně vyčerpán, a tak se vydávání roku 1911 ujal Antonín Sehnal, farář v Paršovicích.
Sám do Záhorské kroniky často přispíval a jeho první článek s názvem Ze záhorských matrik je z května 1910.
Bohužel stihl vydat pouze jeden ročník, vydávání bylo pak přerušeno z důvodu nedostatku finančních prostředků a kvůli začínající l. světové válce.
Roku 1925 bylo periodikum obnoveno Antonínem Fröhlichem, učitelem z Dolního Újezda. Antonín Sehnal sice již nebyl vydavatelem, ovšem stále do periodika přispíval.
Roku 1924 vydal knihu Vzpomínky, kde popisoval své dětství na Záhoří a svou rodinu. Ke knize přidal i malý slovník o lipenském nářečí a sborník záhorských lidových písní, které sebíral.
Zemřel v Rapotíně a je pohřben na lesním hřbitově na Hostýně.

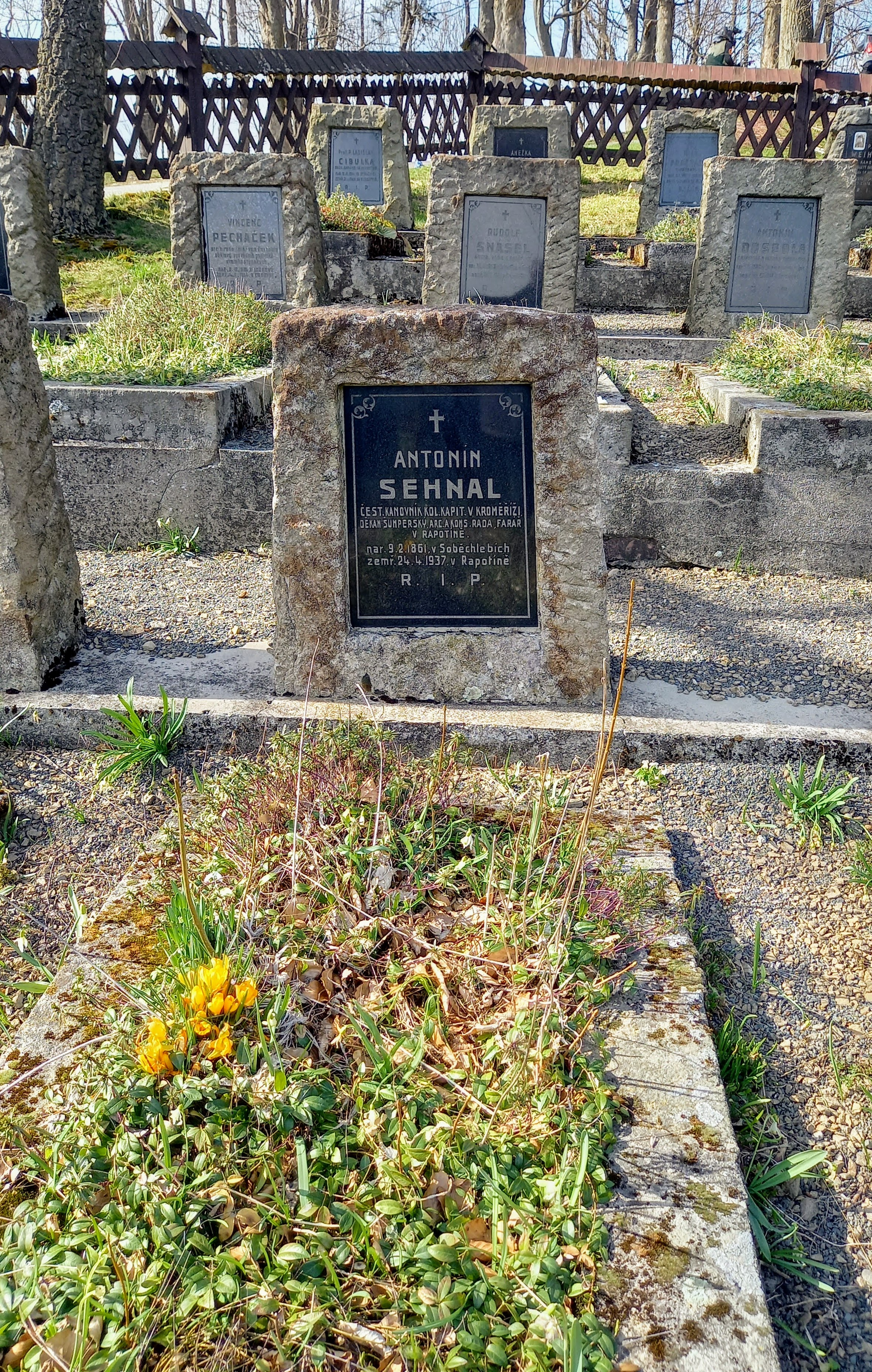
Hrob Antonína Sehnala na Hostýně

Jeho smrt byla zmíněna i v Záhorské kronice.

## Dílo
- Vzpomínky (1924)